# Ostroga regulacyjna

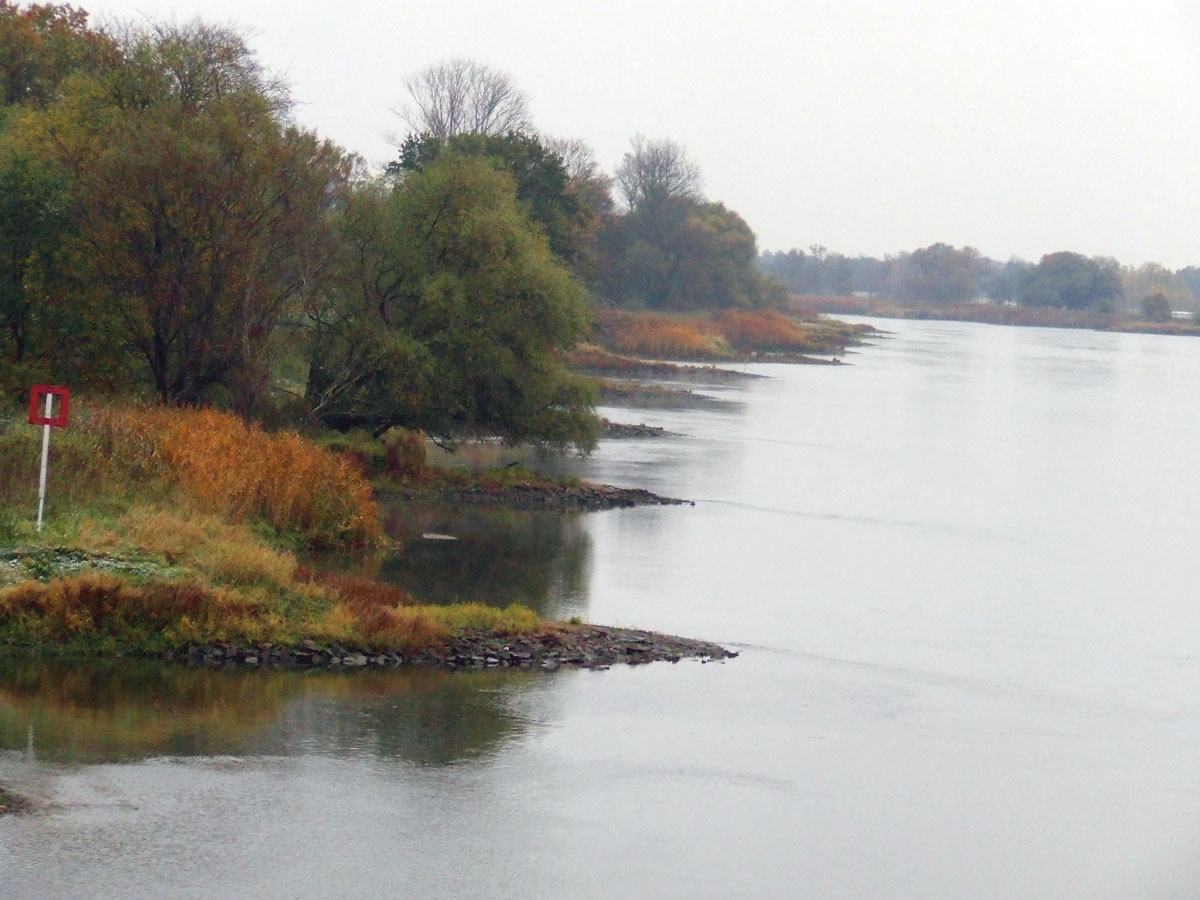
Ostrogi na Odrze – widok z mostu kolejowego w Nietkowicach

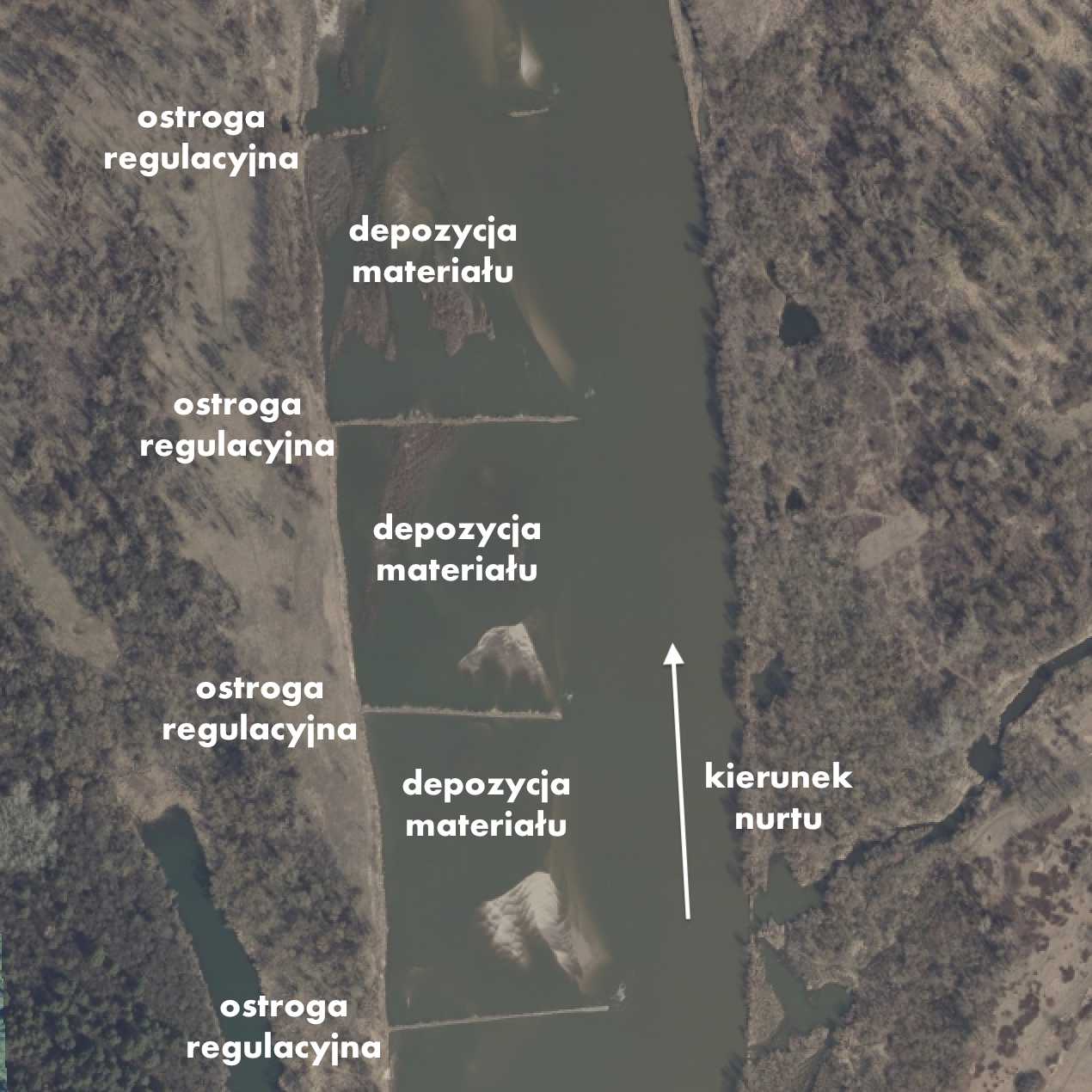
Działanie ostróg regulacyjnych w korycie Wisły. Widoczne ostrogi i początek depozycji materiału w polach międzyostrogowych.

Ostroga regulacyjna – budowla na brzegu rzeki odpychająca nurt rzeki w celu ochrony brzegu przed podmywaniem oraz zwężenia koryta rzeki dla celów żeglugowych. Ostrogi buduje się z kamienia, betonu lub faszyny. Ostroga jest jednym z rodzajów tam – tamą poprzeczną.
W Polsce największą liczbę tego typu budowli można zaobserwować na Odrze, gdzie w całym biegu rzeki jest ich ok. 10 000.

## Mechanizm działania
Rzeka, wraz z wodą, transportuje materiał taki jak kamienie, żwir, piasek. Transport materiałów różnej frakcji uzależniony jest od prędkości wody w korycie - im szybciej płynie woda, tym grubszy materiał transportuje. W przypadku zmniejszenia prędkości wody, materiał danej frakcji jest deponowany.
Prędkość wody w rzece wydatnie spada (często do zera) za przeszkodami takimi jak ostrogi brzegowe. W ten sposób wymuszane jest deponowanie transportowanych osadów (najczęściej piasku) za ostrogą. W środku nurtu rzeki uregulowanej ostrogami prędkość wody wzrasta, co uniemożliwia depozycję osadów, a prowadzi do erozji wgłębnej. Koryto rzeki wypłyca się więc za ostrogami (przy brzegach), a pogłębia w środku nurtu.
Wraz z upływem czasu materiał zdeponowany za ostrogami ulega stabilizacji, zarastaniu i lądowieniu, stając się ostatecznie brzegiem rzeki. Koryto zostaje nawet kilkukrotnie zawężone oraz znacząco pogłębione w środku nurtu. 

## Cel budowy ostróg regulacyjnych
Można wyróżnić 3 podstawowe cele budowy ostróg:
1. Dostosowanie koryta rzeki do potrzeb żeglugi śródlądowej poprzez stworzenie głębszego i prostszego niż w warunkach naturalnych koryta.
2. Ochrona brzegów przed erozją boczną poprzez ich umocnienie oraz odsunięcie dawnych brzegów od nurtu rzeki.
3. Ochrona przeciwpowodziowa w przypadku powodzi zatorowych.

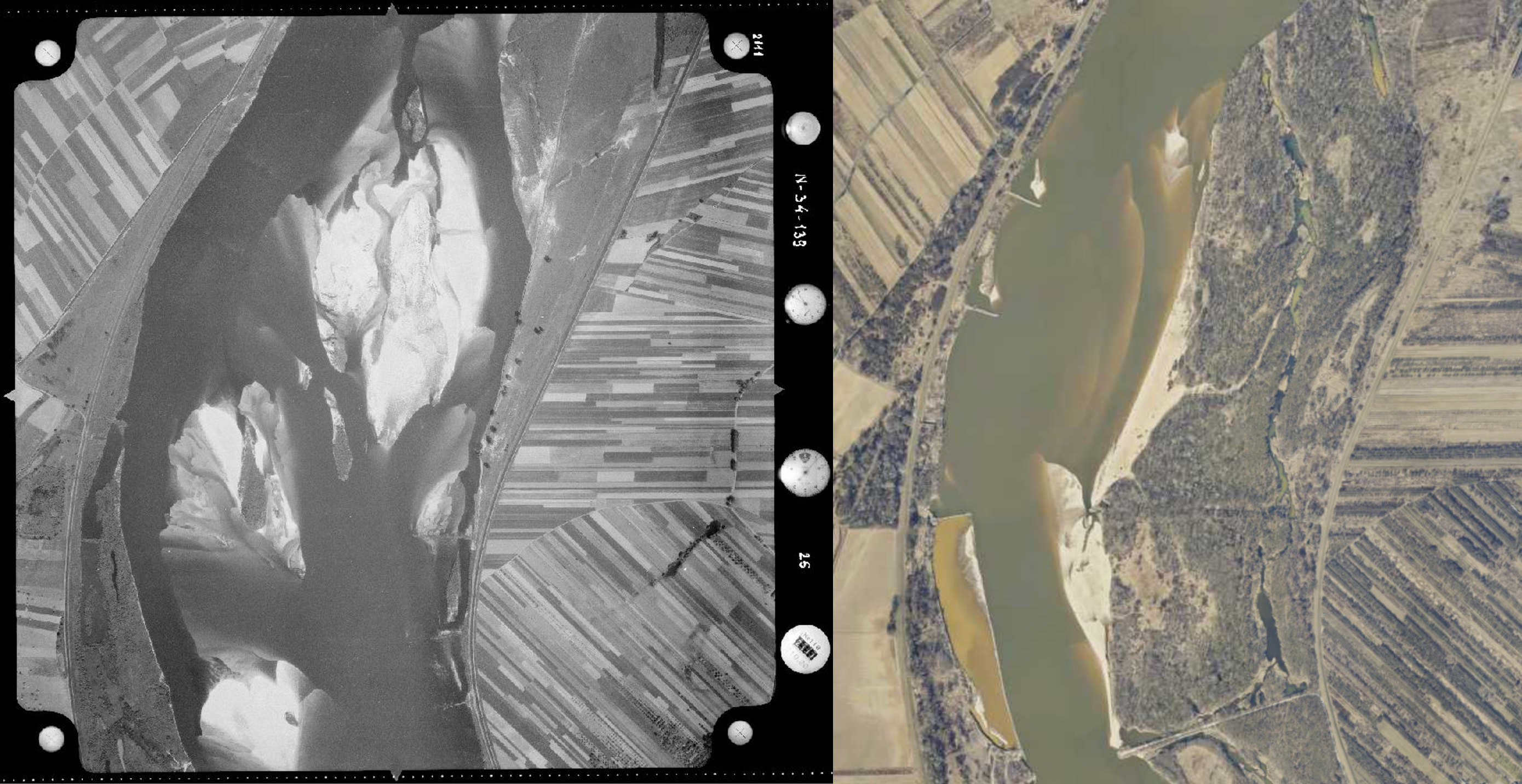
Koryto Wisły powyżej m. Gassy. Z lewej zdjęcie lotnicze z 1958 r.: widoczne krótkie ostrogi przy prawym brzegu, koryto szerokie, obecne łachy śródkorytowe. Z prawej zdjęcie lotnicze z 2021 r.: koryto znacząco zawężone, obszar między ostrogami (nowymi, długimi, powstałymi po 1958 r.) zasypany i porośnięty lasem łęgowym.

## Trwałość ostróg
W zależności od materiałów, technologii i umiejscowienia trwałość ostróg waha się od kilku lat do dziesięcioleci. Ostrogi, które istnieją wystarczająco długo, są remontowane, zostają zasypane osadami niesionymi przez rzekę i porośnięte lasem. W wielu przypadkach rzeki niszczą jednak ostrogi, zwłaszcza podczas wezbrań i podczas zlodzenia koryta - kry łatwo uszkadzają tego typu budowle.

## Negatywne skutki regulacji rzek ostrogami
Regulacja rzeki ostrogami przyczynia się generalnie do zwiększenia prędkości wody. Prowadzi to do wzrostu zagrożenia powodziowego przez wzrost koncentracji fal powodziowych czyli zwiększenie ich wysokości przy krótszym czasie trwania. Rzeka uregulowana, o zawężonym korycie w znaczącym stopniu traci możliwości samooczyszczania na skutek stabilizacji osadów i braku śródkorytowych, dynamicznych łach zamieszkiwanych przez psammon. W związku z brakiem piaszczystych wysp (łach, odsypisk, ławic) w korycie, następuje wymieranie populacji ptaków takich jak rybitwa białoczelna, rybitwa rzeczna, ostrygojad, sieweczka obrożna, sieweczka rzeczna, śmieszka, mewa siwa. 
Do negatywnych skutków należy dodać także zanik naturalnego krajobrazu wielokorytowych i wielonurtowych, szerokich rzek roztokowych.
|  | Zobacz multimedia związane z tematem: Ostrogi na rzekach |

## Galeria

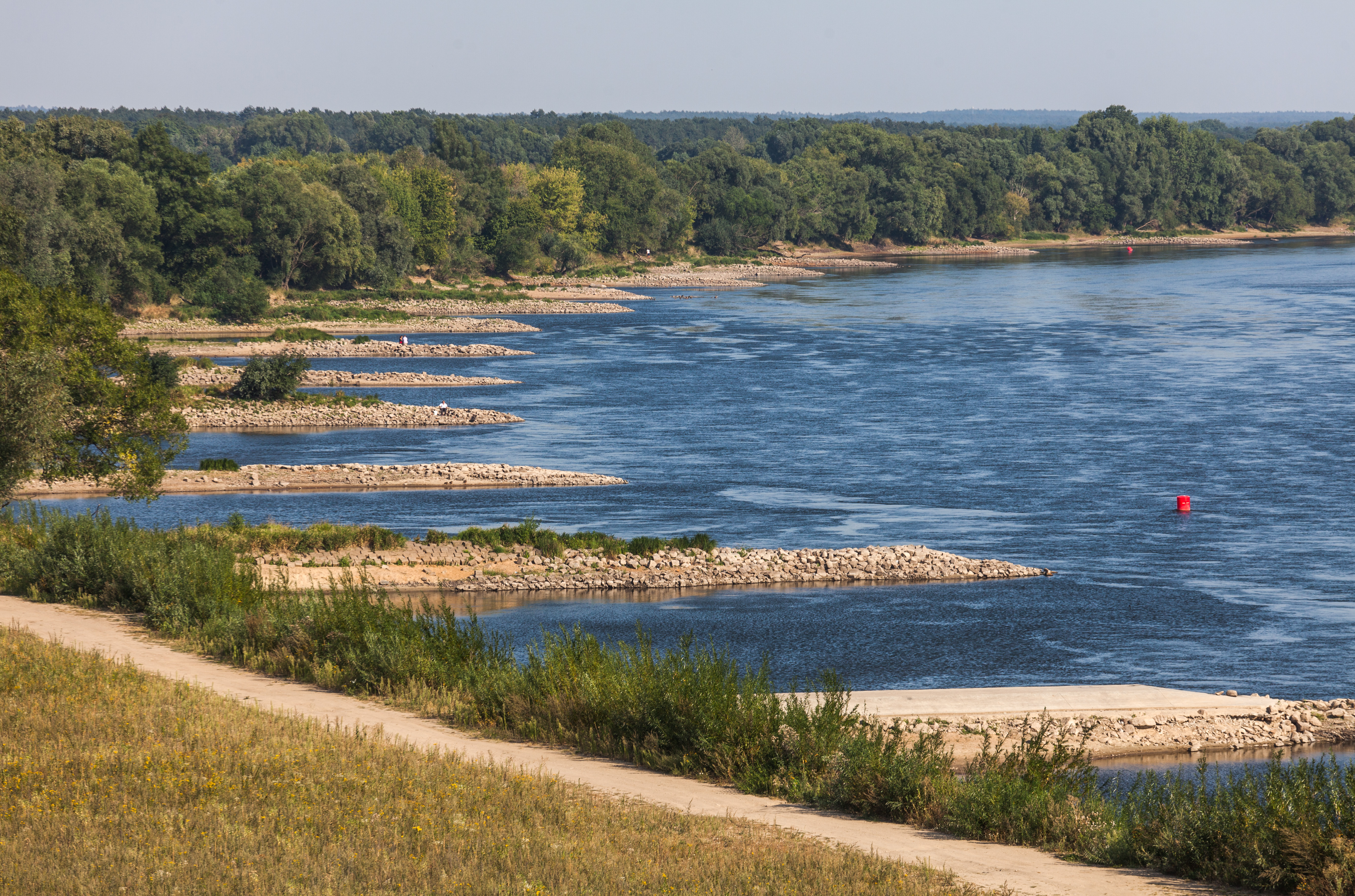
Ostrogi na Wiśle w Toruniu
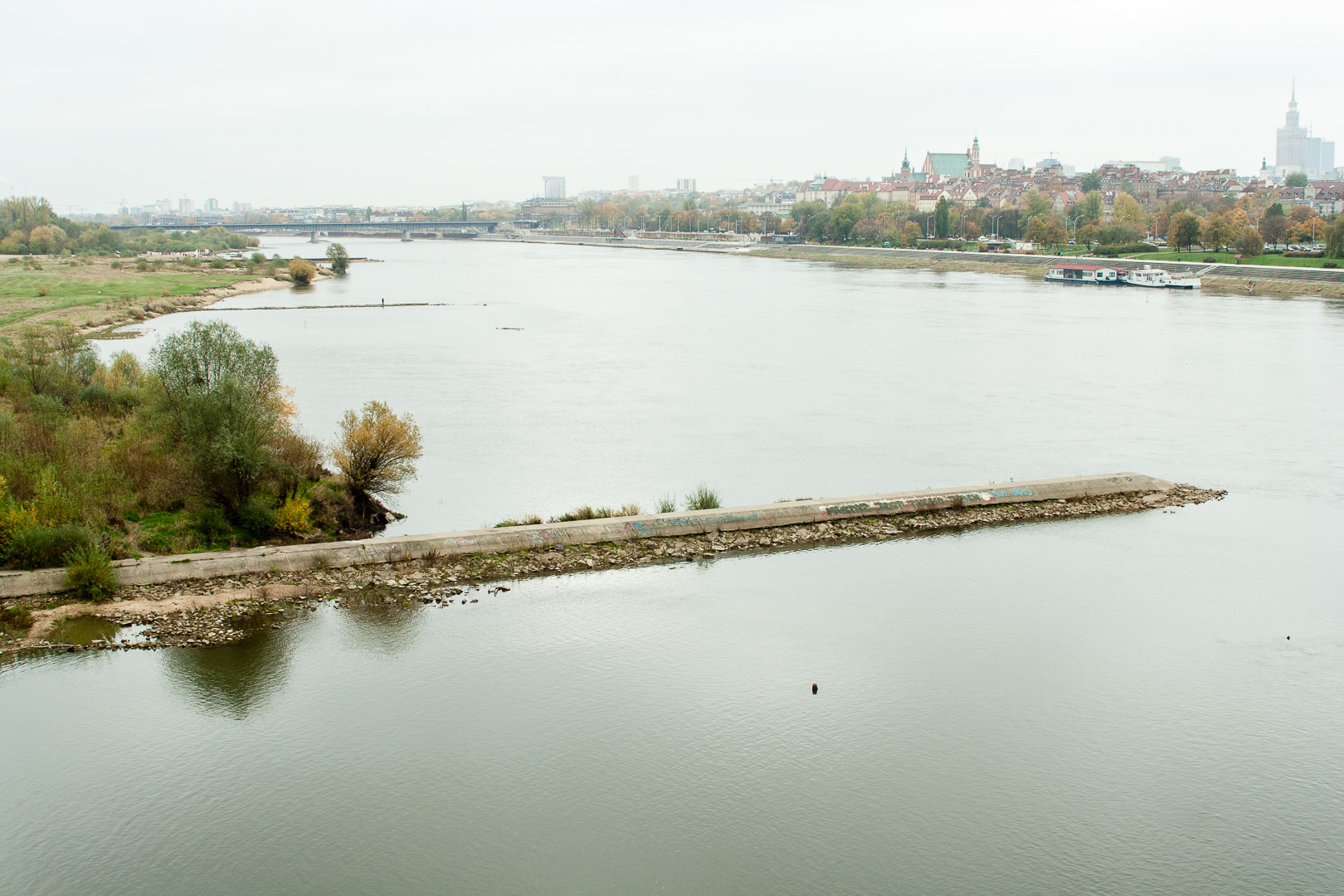
Ostrogi na Wiśle w Warszawie
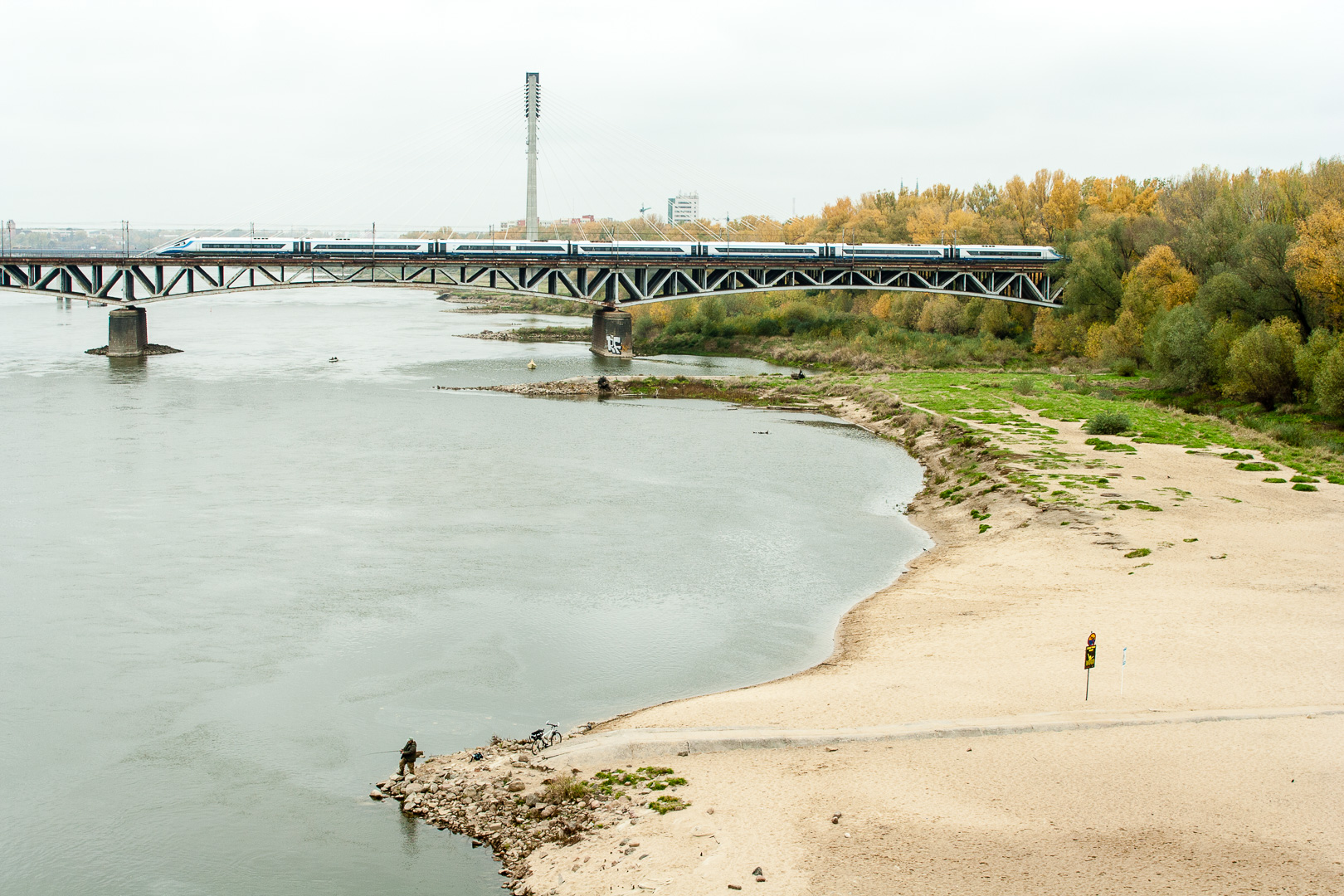
Również Wisła w Warszawie
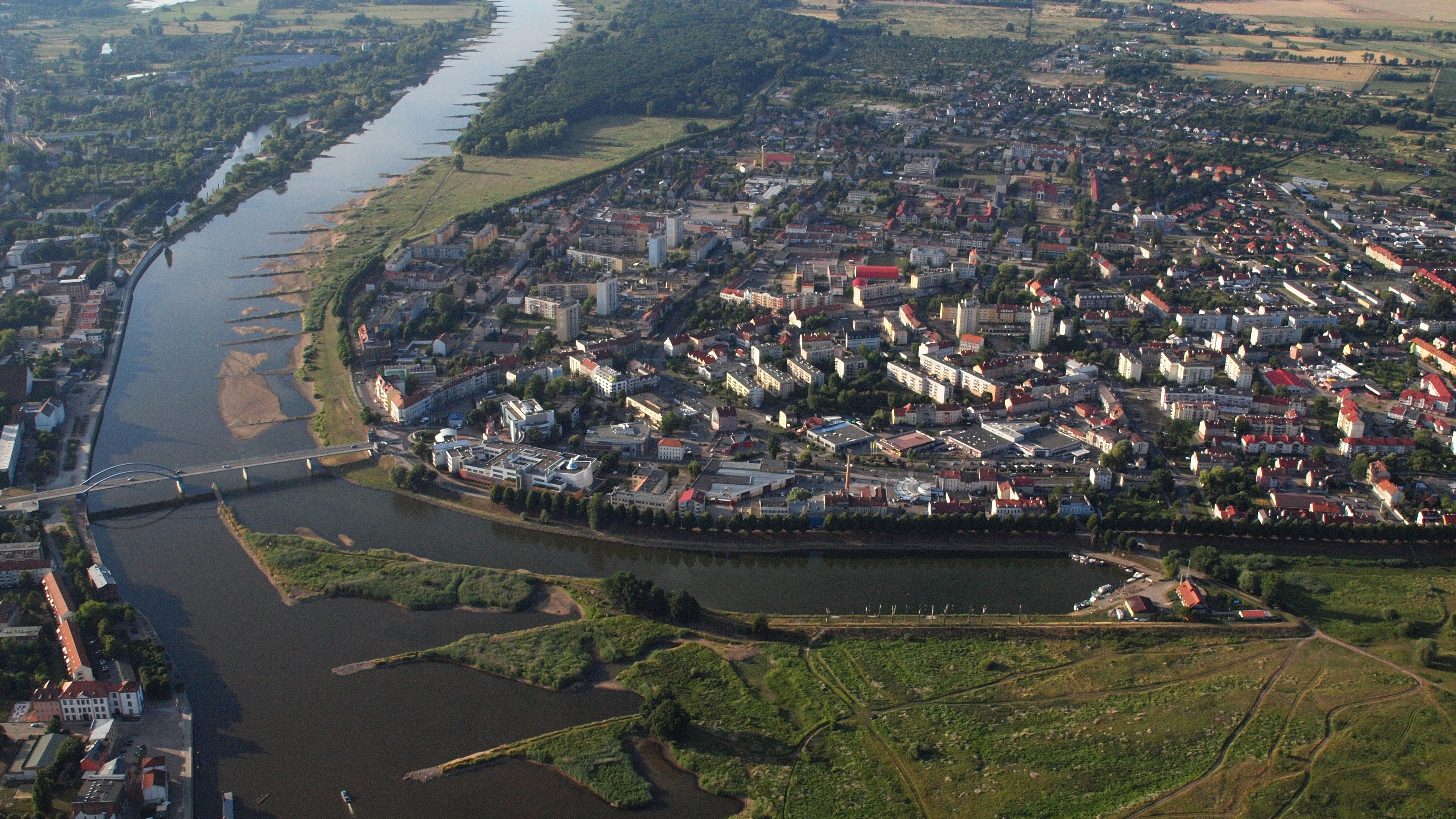
Odra w Słubicach z lotu ptaka
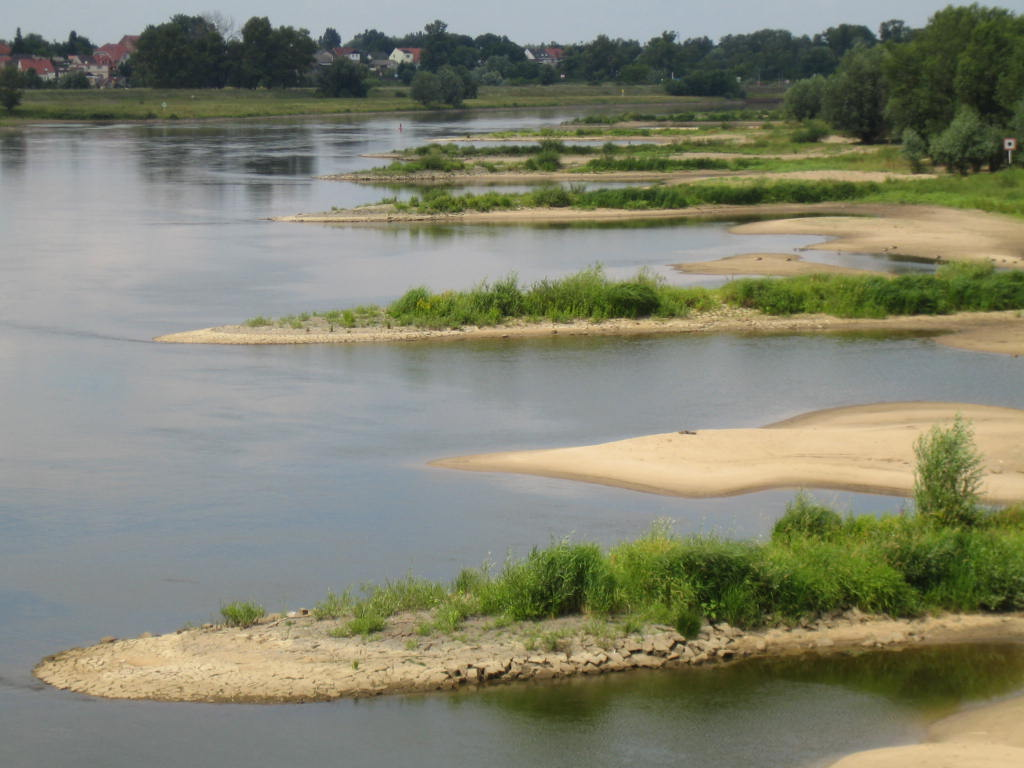
Odra w pobliżu Aurith, Niemcy

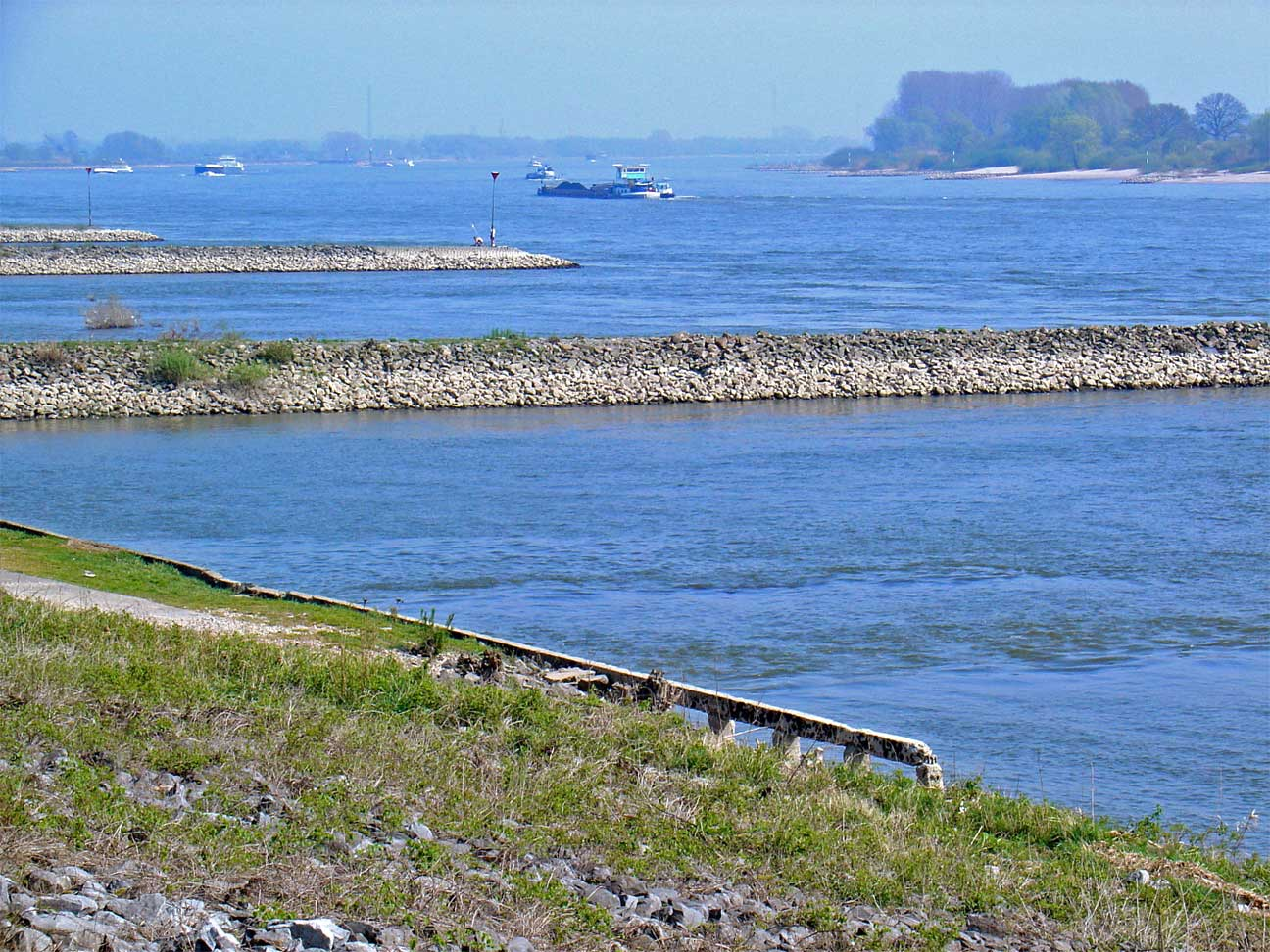
Kamienne ostrogi na Renie. Tolkamer, Holandia
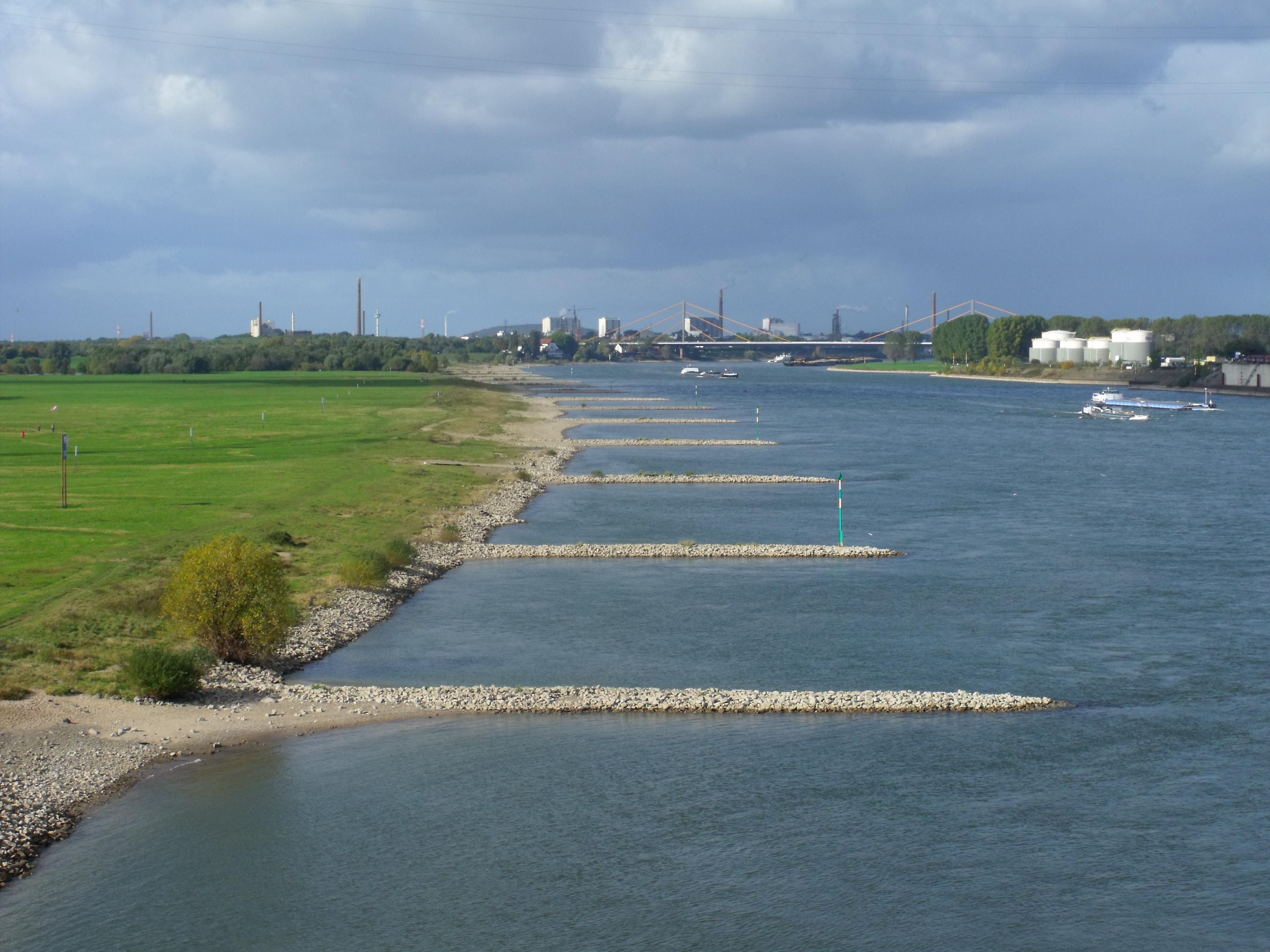
Również na Renie, w Duisburgu w Niemczech